# Скуша
Скуша (лат. Scomber scombrus) је риба из породице скуша или љускавки (Scombridae), а из реда гргечки (Perciformes).

## Опис
Има коштани скелет (кошљориба) и несавитљиве коштане жабице у леђном и аналном перају (тврдоперка). Тело јој је грађено вретенасто са зашиљеним предњим и стражњим делом трупа, у просеку је готово округло као у свих добрих пливача. Леђна јој је пераја изразито рачваста. Леђа су модро зеленкаста са око 30 попречних, валовитих и црних пруга. На боковима према трбуху је плавичасто сребрнкаста, а понекад се трбух ружичасто пресијава. Нема рибљи мехур.
Максимално досиже до 60 cm и 3,4 kg. У Јадрану је просечна ловна маса од 13–45 cm. Максимална маса скуше у Јадрану је око 0,9 kg док је средња 0,7 kg. У Јадрану се размножава зими, а у Норвешкој лети. Доживи до 17 година.

## Исхрана
Скуше се хране ситним животињама, осим зимских месеци када силазе до морског дна да би се храниле рачићима и другим малим љускарима.

## Галерија
- Скуша
- Свежа скуша
- Скуша у конзерви
- Скуша као јело